# Avalanche-Photodiode

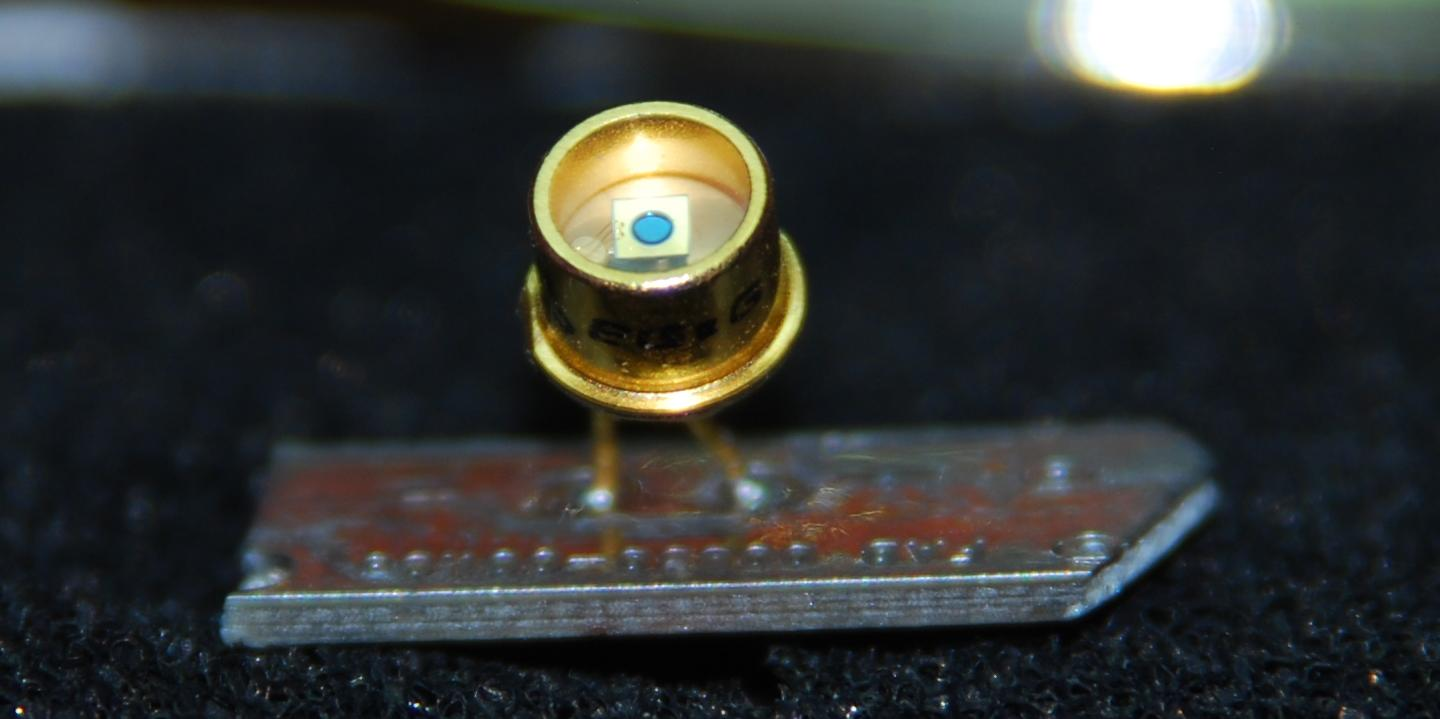
Avalanche-Photodiode

Avalanche-Photodioden bzw. Lawinenphotodioden (englisch avalanche photodiode, APD), sind hochempfindliche, schnelle Photodioden und zählen zu den Avalanche-Dioden. Sie nutzen den inneren photoelektrischen Effekt zur Ladungsträgererzeugung und den Lawinendurchbruch (Avalanche-Effekt) zur internen Verstärkung. Sie können als das Halbleiteräquivalent zum Photomultiplier betrachtet werden und finden Anwendung bei der Detektierung sehr geringer Strahlungsleistungen, bis hin zu einzelnen Photonen, mit erreichbaren Grenzfrequenzen bis in den Gigahertz-Bereich. Die höchste spektrale Empfindlichkeit liegt dabei je nach verwendetem Material in einem Bereich von 250–1700 nm, wobei von einem Diodentyp immer nur ein Teilbereich abgedeckt werden kann. Eine Mischung aus Photomultipliern und Avalanche-Photodioden stellen Hybridphotodetektoren dar.

## Aufbau und Funktion

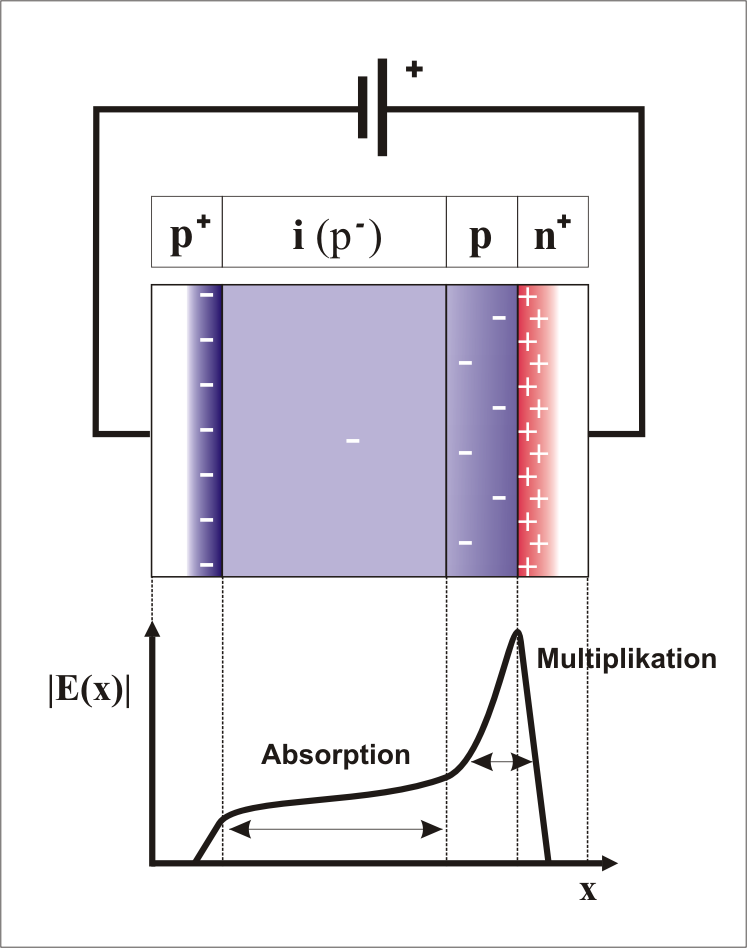
Schematischer Schichtaufbau einer Si-APD. Die Farbverläufe stellen die Raumladungsverteilung bei angelegter Sperrspannung dar, mit dazugehöriger elektrischer Feldstärkeverteilung (unten).

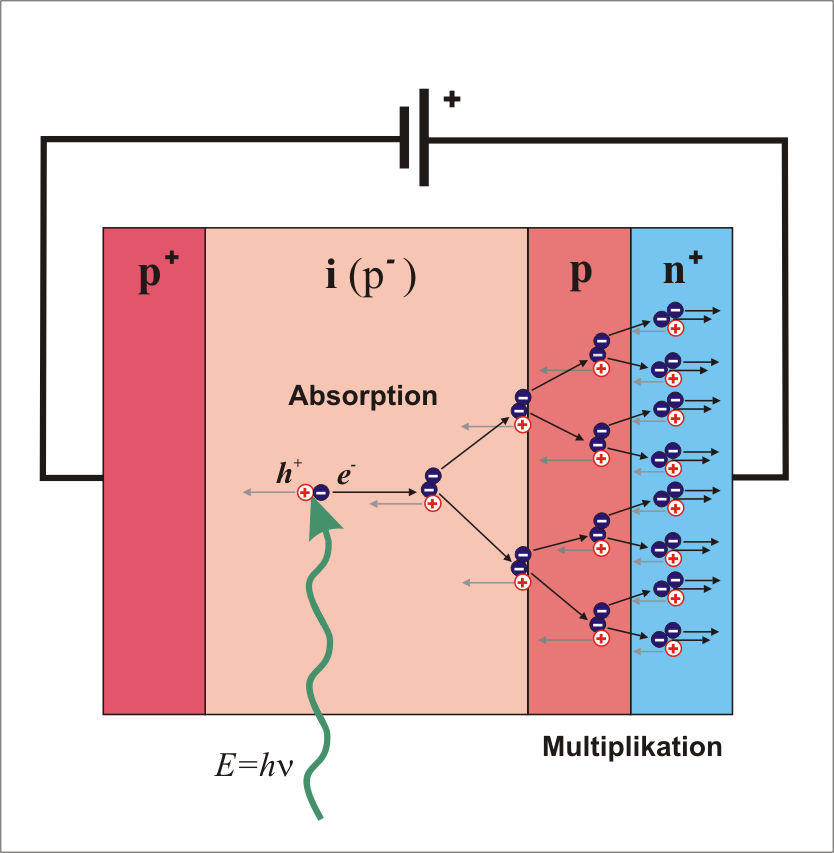
Die durch Stoßionisation entstehende Ladungslawine in einer Si-APD. Photonen werden in der vollständig verarmten intrinsischen i-Schicht absorbiert und erzeugen dort Ladungsträgerpaare. In einer Si-APD werden die Elektronen zur Multiplikationszone hin beschleunigt und verursachen dort die Ladungslawine.

Avalanche-Photodioden sind für einen kontrollierten Lawinendurchbruch konstruiert und ähneln in ihrem Aufbau pin-Photodioden. Im Gegensatz zum p-i-n-Schichtaufbau dieser Dioden wird durch eine zusätzliche schmale und hoch dotierte p- oder n-Schicht die Raumladungsverteilung so modelliert (siehe mittlere Abb.), dass im Anschluss an die intrinsische i- bzw. π-Schicht ein Bereich sehr hoher elektrischer Feldstärkeverteilung erzeugt wird (siehe untere Abb.). Dieser Bereich fungiert als sogenannte Multiplikationszone und erzeugt die interne Verstärkung der Avalanche-Photodioden. Eine typische Si-APD besitzt ein p+-i-p-n+-Dotierungsprofil, wobei wie bei der pin-Diode die schwach p-dotierte intrinsische i- bzw. π-Schicht als Absorptionsgebiet dient. Beim Anlegen einer Sperrspannung driften die dort durch Photonen erzeugten freien Elektronen in die Multiplikationszone, die durch die Raumladungszone des p-n+-Übergangs erzeugt wird. Die Ladungsträger werden dann auf Grund der dort vorherrschenden hohen elektrischen Feldstärke stark beschleunigt und erzeugen durch Stoßionisation Sekundärladungsträger, die dann wiederum beschleunigt werden und ihrerseits weitere Ladungsträger erzeugen (siehe untere Abb.). Si-Avalanche-Photodioden werden mit Sperrspannungen, nahe der Durchbruchspannung, von einigen 100 V betrieben und erreichen eine Verstärkung von M = 100–500 (Multiplikationsfaktor). Oberhalb der Durchbruchspannung kommt es zum lawinenartigen Fortschreiten des beschriebenen Prozesses (Lawinendurchbruch), was zu einem (kurzzeitigen) Verstärkungsfaktor von einigen Millionen führt.

### Multiplikations- und Zusatzrauschfaktor
Die Verstärkung wird wie oben beschrieben durch Stoßionisation der freien Ladungsträger verursacht, wobei je nach Material sowohl Elektronen als auch Löcher zur Vervielfältigung in der Multiplikationszone benutzt werden. Entscheidend sind die Ionisationskoeffizienten der Elektronen αn und der Löcher αp, die exponentiell von der elektrischen Feldstärke abhängen. Die Ladungsträger mit dem größeren Ionisationskoeffizient werden in die Multiplikationszone injiziert, um eine optimale und rauscharme Verstärkung zu erzielen (z. B. ist für Silizium αn > αp und für Germanium und Indiumphosphid αn < αp).
Der von der angelegten Sperrspannung UR abhängige Multiplikationsfaktor M ergibt sich unterhalb der Durchbruchspannung UBD näherungsweise wie folgt (I·RS ist der Spannungsabfall über dem Serienwiderstand der Diode):
{\displaystyle M={\frac {1}{1-\left({\frac {U_{R}-IR_{S}}{U_{\mathrm {BD} }}}\right)^{n}}}} ; mit n < 1 in Abhängigkeit von der Struktur und dem Material der Diode.
Bedingt durch die statistische Natur der Ladungsträgermultiplikation ist der Verstärkungsfaktor nicht konstant und es kommt zusätzlich zum Wärmerauschen (Johnson-Nyquist-Rauschen) zu einem verstärkten Schrotrauschen (engl. shot noise). Dies kann dazu führen, dass sich bei großen Verstärkungen das Signal-Rausch-Verhältnis verschlechtert. Das zusätzliche Rauschen (engl. excess noise) wird mit dem Zusatzrauschfaktor F(M) wie folgt angegeben:
{\displaystyle F(M)=kM+(1-k)\left(2-{\frac {1}{M}}\right)},
wobei k das Verhältnis der Ionisationskoeffizienten der Elektronen und Löcher ist (für αn>αp gilt k=αp/αn bzw. für αn<αp ist k=αn/αp). Daraus folgt, dass zur Minimierung des Rauschens der Unterschied der Ionisationskoeffizienten möglichst groß sein sollte. Für Si beträgt k ≈ 0,02 und für Ge und III-V-Verbindungshalbleiter wie InP ist k ≈ 0,5.

### Zeitverhalten und Verstärkungs-Bandbreite-Produkt
Das Zeitverhalten einer Avalanche-Photodiode wird durch die Driftprozesse im Verarmungsgebiet und den Auf- und Abbau der Ladungsträgerlawine in der Multiplikationszone bestimmt, wodurch APDs langsamer als pin- oder Schottky-Photodioden sind. Die Transit- bzw. Laufzeit der Ladungsträger in der Multiplikationszone bestimmt maßgeblich die Zeitkonstante {\displaystyle \tau \sim } Mk, welche direkt proportional zur Verstärkung M, und dem Verhältnis der Ionisationskoeffizienten k ist (typische Werte liegen in der Größenordnung von {\displaystyle \tau } ≈ 1 ps). Das konstante Verstärkungs-Bandbreite-Produkt (englisch gain bandwidth product, GBP, GBW od. GB) ergibt sich zu:
{\displaystyle MB=Mf_{\text{c}}={\frac {1}{2\pi \tau }}} ({\displaystyle f_{\text{c}}} ist die Grenzfrequenz, bei der der Strom um 3 dB zurückgeht).
Es lässt sich ein Verstärkungs-Bandbreite-Produkt für Si von ≈200 GHz und für Ge von ≈30 GHz, sowie für InGaAs basierte APDs von > 50 GHz erzielen. Weiterhin ist auch hierbei ein möglichst großer Unterschied der Ionisationskoeffizienten der Ladungsträger von Vorteil sowie eine möglichst schmale Multiplikationszone.

## Materialien, Struktur und spektrale Empfindlichkeit

### VIS-NIR Si- und Ge-APD

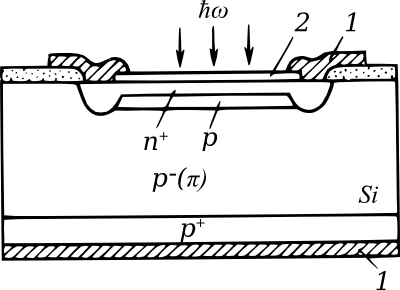
Schematischer Querschnitt einer Si-APD (1-Metallkontakte, 2-Antireflexschicht aus Siliziumdioxid oder -nitrid)

Silizium ist das am häufigsten verwendete Material, da auf Grund des großen Unterschiedes der Ionisationskoeffizienten der Ladungsträger besonders rauscharme Avalanche-Photodioden hergestellt werden können. Die spektrale Empfindlichkeit reicht dabei je nach Ausführung von 300–1000 nm. Die höchste Empfindlichkeit erzielen NIR-Si-APDs (500–1000 nm) mit einer maximalen spektralen Empfindlichkeit bei 800–900 nm. Die für den kurzwelligen Spektralbereich optimierten Typen können bis 300 nm eingesetzt werden (maximale spektralen Empfindlichkeit bei 600 nm), was durch eine nahe der Oberfläche lokalisierte Absorptionszone ermöglicht wird. Dies ist erforderlich, da die Eindringtiefe der Photonen mit abnehmender Wellenlänge sinkt. Andererseits ist durch den Bandabstand Eg die maximal detektierbare Wellenlänge begrenzt, und für die Grenzwellenlänge λg ergibt sich mit:
{\displaystyle \lambda _{g}={\frac {hc}{E_{g}}}={\frac {1{,}24\;\mathrm {\mu m\cdot eV} }{E_{g}}}} ({\displaystyle h} ist die Planck-Konstante und {\displaystyle c} die Lichtgeschwindigkeit)
für Si (mit Eg = 1,12 eV bei 300 K) ein Wert von 1100 nm (für λ > λg wird das entsprechende Material transparent).
Für Avalanche-Photodioden im Wellenlängenbereich über 1000 nm, wie sie in der faseroptischen Nachrichtentechnik benötigt werden, kann Germanium verwendet werden. Auf Grund der geringeren Energie der Bandlücke von Eg = 0,67 eV (bei 300 K) wird ein spektraler Empfindlichkeitsbereich von 900–1600 nm erreicht. Nachteilig bei Ge-APDs ist aber der hohe Zusatzrauschfaktor (der Ionisationskoeffizient der Löcher αp ist nur wenig größer als der der Elektronen αn) und der vorhandene hohe Dunkelstrom.

### IR-APD mit Heterostruktur aus III-V-Verbindungshalbleitern

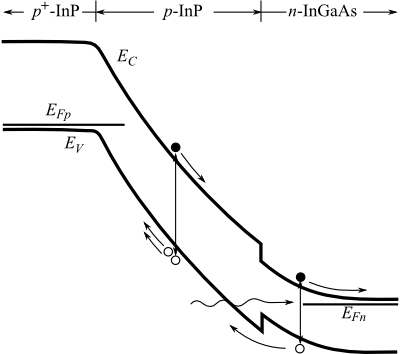
SAM-Bandstruktur einer InP/GaInAs-APD

Für die Lichtwellenleiter-Übertragungstechnik im 2. und 3. Fenster (1300 bzw. 1550 nm) wurden Avalanche-Photodioden aus III-V-Verbindungshalbleitern entwickelt, die bessere Eigenschaften als Ge-APDs besitzen, aber in der Herstellung bedeutend teurer sind.
Geringere Zusatzrauschfaktoren und Dunkelströme werden durch die Kombination von III-V-Verbindungshalbleitern mit unterschiedlichen Bandabständen erreicht, wobei die Hauptvertreter InGaAs/InP-APDs darstellen. In so genannten SAM-Strukturen (englisch separate absorption and multiplication) wird Indiumgalliumarsenid (InGaAs) als Absorptionszone und Indiumphosphid (InP) als Multiplikationszone verwendet. Typischer Schichtaufbau ist dabei:
p+InP, pInP, nInGaAs, n+InP bzw.
p+InP, nInP, n InGaAs, n+InP.
InP hat bedingt durch seine große Bandlücke von Eg = 1,27 eV (bei 300 K) einen geringeren Dunkelstrom und auf Grund eines günstigeren Verhältnisses der Ionisationskoeffizienten (αn<αp) lässt sich eine rauschärmere Verstärkung als in InGaAs erzielen. Die Löcher dienen hierbei als primäre Ladungsträger und werden von der InGaAs-Absorptionszone in die schwach dotierte nInP- bzw. pInP-Multiplikationszone injiziert. Entscheidend ist, dass die Verhältnisse so gewählt werden, dass die elektrische Feldstärke in der InP-Schicht hoch genug ist zur Ladungsträgervervielfältigung, sowie die InGaAs-Schicht vollständig verarmt ist, aber gleichzeitig gering genug, um in der Absorptionszone Tunnelströme zu vermeiden. Durch Anpassung des Indium- und Gallium-Anteils lässt sich die Bandlücke von Inx-1GaxAs
{\displaystyle E_{g}=(0{,}36+0{,}63x+0{,}43x^{2})\,\mathrm {eV} } (bei 300 K)
zwischen 0,4 und 1,4 eV einstellen.
Für die Absorptionszone wird z. B. In0,53Ga0,47As verwendet, mit einer Bandlücke von Eg = 0,75 eV, womit ein ähnlicher spektraler Empfindlichkeitsbereich wie mit Germanium erreichbar ist (900–1600 nm). Eine Erweiterung dieses Bereiches über 1600 nm (L-Band) konnte durch die Erhöhung des In-Anteils in der Absorptionszone zu In0,83Ga0,17As erzielt werden, wobei bei diesen APDs eine zusätzliche In0,52Al0,48As-Schicht als Multiplikationszone Verwendung findet.
Bedingt durch die Unstetigkeit der Energiebänder an der Grenze der Heterostruktur entsteht eine Potentialstufe, die zur Akkumulation der Löcher im Valenzband und zu einer Verzögerung im Zeitverhalten und zur Limitierung der Bandbreite der APD führt. Abhilfe schaffen hier so genannte SACM-Strukturen (engl. separate absorption, grading and multiplication), wo zwischen der Absorptions- und Multiplikationszone eine InGaAsP-(Grading)Schicht eingefügt wird, mit einer Bandlücke, die zwischen der von InGaAs und InP (0,75–1,27 eV) liegt. Eine typische Schichtstruktur einer SAGM-APD ist nach wie folgt:
p+InP, nInP, n+InGaAsP, nInGaAs, n+InP.
Weiterentwicklungen sind SAGCM-Strukturen (engl. separate absorption, grading, charge sheet and multiplication) und Superlattice-Avalanche-Photodioden, mit weiter verbesserten Rausch- und Verstärkungseigenschaften.

### UV-APD aus (Al)GaN und SiC
In den letzten Jahren wurden spezielle Avalanche-Photodioden für den ultravioletten Wellenlängenbereich von 250–350 nm entwickelt, die auf Galliumnitrid (GaN) oder (4H)Siliciumcarbid beruhen. Auf Grund der großen Bandlücke von EgGaN = 3,37 eV bzw. Eg4H-SiC = 3,28 eV sind diese APDs relativ unempfindlich im Sonnenspektrum (engl. solar blind) bzw. im sichtbaren Spektralbereich. Sie benötigen somit keine teuren optischen Filter zur Unterdrückung unerwünschter Untergrundstrahlung, wie sie bei den typischerweise in diesem Bereich eingesetzten Photomultipliern oder Si-APDs nötig sind. Weiterhin zeigen sie bessere Eigenschaften als PMTs in rauen Umgebungen und bei Hochtemperaturanwendungen, wie z. B. der Detektion oder Überwachung von Flammen (u. a. von Gasturbinen) oder zur Gammastrahlen-Detektion bei Tiefenbohrungen der Erdöl- und Erdgaserkundung.
Mit Hilfe der metallorganischen Gasphasenepitaxie (MOVPE) können APDs in pin- und SAM-Struktur aus Galliumnitrid und Aluminiumgalliumnitrid (AlGaN), z. B. Al0,36Ga0,64N als Absorptionszone, auf Saphir-Substraten (mit einem AlN-Interface) hergestellt werden. Es lassen sich Quanteneffizienzen von bis zu 45 % (bei 280 nm) erzielen und es konnte der Nachweis einzelner Photonen im so genannten Geiger-Modus gezeigt werden.
Weit überlegen in ihren Eigenschaften sind APDs aus 4H-SiC. Sie sind langlebiger und zeigen geringes Zusatzrauschen, auf Grund eines günstigen Verhältnisses der Ionisationskoeffizienten der Ladungsträger von k ≈ 0,1. Im Gegensatz zur direkten Bandlücke von GaN ist der Abfall der Empfindlichkeit hin zum sichtbaren Spektralbereich aber nicht so scharf ausgeprägt. Es lassen sich Quanteneffizienzen von bis zu 50 % (bei 270 nm) erzielen und auch der Nachweis einzelner Photonen im Geiger-Modus konnte gezeigt werden.

## Betriebsmodi

### Strahlungsproportionale Betriebsweise
Unterhalb der Durchbruchspannung tritt eine sperrspannungs- und temperaturabhängige Verstärkung auf und Avalanche-Photodioden können zum Aufbau hochempfindlicher Photoempfänger mit strahlungsleistungs-proportionaler Ausgangsspannung verwendet werden, wobei die APD selbst als strahlungsleistungs-proportionale Stromquelle fungiert. Silizium-APDs besitzen zwar eine höhere äquivalente Rauschleistung als beispielsweise pin-Photodioden (da der Verstärkungseffekt stochastischen Mechanismen unterworfen ist), es können aber dennoch mit ihnen rauschärmere Photoempfänger aufgebaut werden, da bei konventionellen Photodioden derzeit der Rauschbeitrag des nachfolgenden Verstärkers wesentlich höher ist als derjenige der pin-Photodiode. Es werden APD-Verstärkermodule angeboten, die den temperaturabhängigen Verstärkungsfaktor der APD durch Anpassen der Sperrspannung kompensieren.

### Geiger-Modus (Einzelphotonennachweis)

#### Einzelphoton-Avalanche-Diode (SPAD)
Avalanche-Photodioden (APD), die speziell für den Betrieb oberhalb der Durchbruchspannung im so genannten Geiger-Modus entwickelt wurden, werden als Einzelphoton-Avalanche-Diode (kurz SPAD für engl. single-photon avalanche diode) oder auch Geigermode-APD (G-APD) bezeichnet. Sie erreichen eine kurzzeitige Verstärkung von bis zu 108, da ein durch ein einzelnes Photon erzeugtes Elektron-Loch-Paar auf Grund der Beschleunigung in der Multiplikationszone (hervorgerufen durch die hohe elektrische Feldstärke) mehrere Mio. Ladungsträger erzeugen kann. Durch eine entsprechende Beschaltung muss verhindert werden, dass die Diode durch den hohen Strom leitfähig bleibt (Selbsterhalt der Ladungsträgerlawine), was im einfachsten Fall durch einen Vorwiderstand realisiert wird. Durch den Spannungsabfall am Vorwiderstand senkt sich die Sperrspannung über der APD, welche dadurch wieder in den gesperrten Zustand übergeht (passive quenching). Der Vorgang wiederholt sich selbsttätig und die Stromimpulse können gezählt werden. Beim active quenching wird durch eine spezielle Elektronik die Sperrspannung beim Erkennen eines Durchbruchstromes innerhalb weniger Nanosekunden aktiv abgesenkt. Danach wird durch erneutes Anheben der Sperrspannung über die Durchbruchspannung die SPAD wieder aktiviert. Durch die Signalverarbeitung der Elektronik entstehen Totzeiten von ca. 100 ns und es lassen sich somit Zählraten um die 10 MHz realisieren. Experimentell wurden 2011 auch schon Totzeiten von 5,4 ns und Zählraten von 185 MHz mit active quenching erreicht.
Neben durch Photonen erzeugten Elektronen-Loch-Paaren können auch thermisch generierte Ladungsträger einen Durchbruch in der SPAD erzeugen, der im Normalfall unerwünscht ist. Die Rate dieser Auslösungen wird als Dunkelzählrate (kurz DCR für engl. Dark Count Rate) angegeben und ist ein Hauptfaktor für das Rauschen einer SPAD. Der bisher geringste veröffentlichte Wert für die Dunkelzählrate (0,1 Hz/µm2) wurde bei SPADs des Fraunhofer-Instituts für Mikroelektronische Schaltungen und Systeme (IMS) gemessen.
Die SPAD kann in der CMOS-Technologie gefertigt werden, sodass eine kostengünstige und hochintegrierte Herstellung ermöglicht wird. Gewünschte Schaltungen (active quenching, time-to-digital-converter, Zähler usw.) können nah an dem aktiven SPAD-Bauelement realisiert werden, um eine hohe Packungsdichte und somit einen hohen Füllfaktor zu erreichen.

#### Silizium Photomultiplier (SiPM)

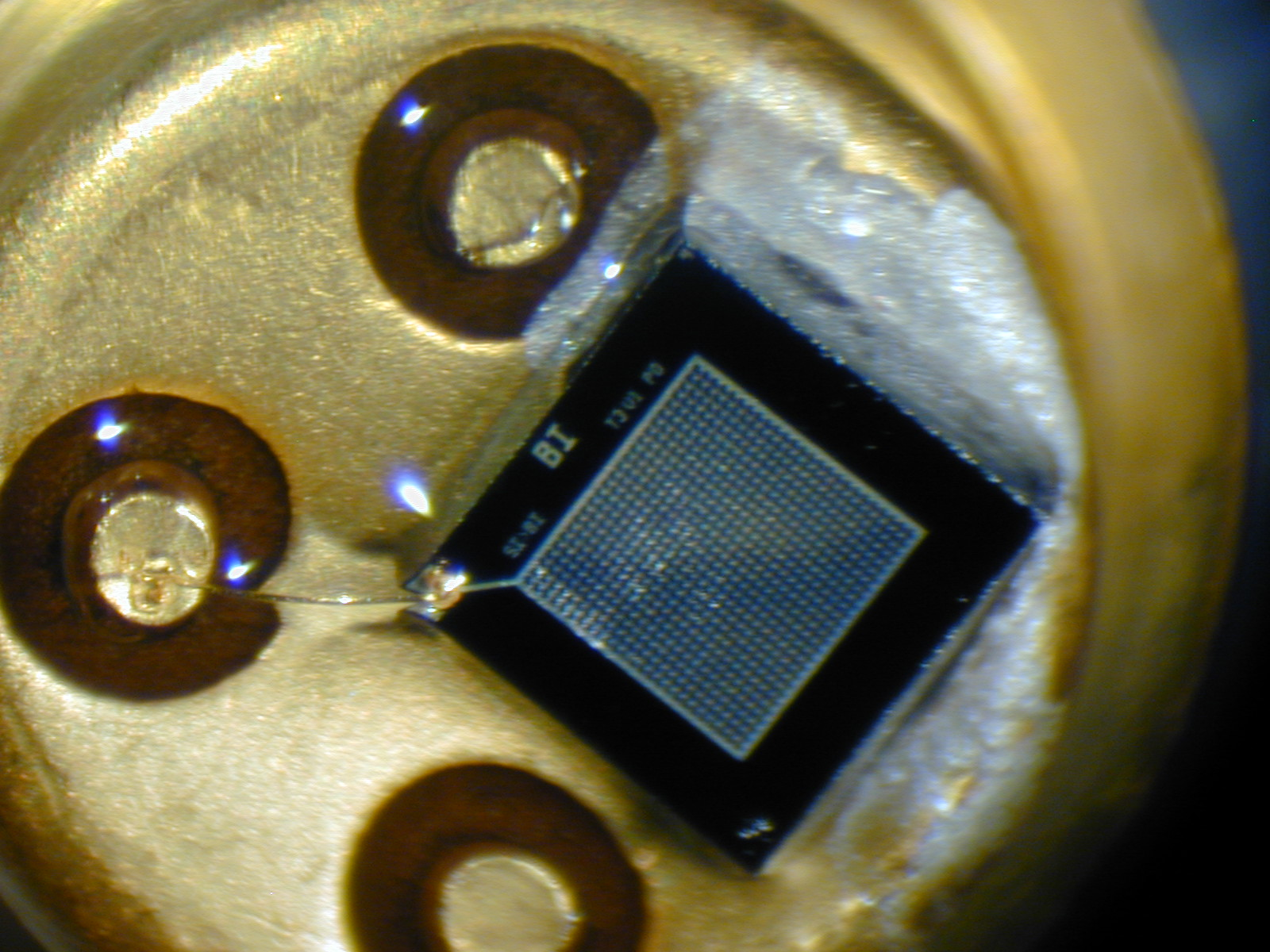
Ein Silizium-Photomultiplier (SiPM), Größe des Arrays ca. 1 mm²

Der sogenannte Silizium Photomultiplier (kurz SiPM) besteht aus einem Array mehrerer Avalanche-Photodioden auf einem gemeinsamen Silizium-Substrat, die im Geiger-Modus, also oberhalb der Durchbruchspannung, betrieben werden. Jede APD-Zelle (Größe 10…100 µm) besitzt ihren eigenen Vorwiderstand und alle Zellen (100…1000) sind parallel geschaltet. Die Idee ist, einzelne Photonen nachweisen zu können (hohe Empfindlichkeit) und dennoch viele Photonen gleichzeitig messen zu können. Das Bauteil arbeitet also bis zu einer bestimmten Lichtstärke quasi analog, weil sich die Impulse der einzelnen Zellen summieren und jede Zelle dennoch Zeit zum Löschen hat.
SiPM vereinen die Vorteile von PMT und Festkörpersensoren, sie erfordern keine hohen Betriebsspannungen, sind unempfindlich gegenüber Stößen und Magnetfeldern und sind kleiner.